# Willi Cryns
Willi Cryns (* 29. August 1952 in Köln) ist ein ehemaliger deutscher Fußballspieler.

## Karriere
Willi Cryns spielte in der Saison 1976/77 mit dem SG Union Solingen in der 2. Bundesliga. Sein Debüt gab er am ersten Spieltag, als er beim Heimspiel gegen Hannover 96 von Trainer Norbert Wagner in der zweiten Halbzeit eingewechselt wurde. Zum Saisonende trennten sich die Wege von Cryns und Solingen, er ging zum Ligarivalen Arminia Bielefeld. Mit der Arminia wurde er Meister der Nordstaffel und stieg somit in die Bundesliga auf. In der ersten Liga wurde Cyrns zweimal eingewechselt, danach wechselte er zum Jahresbeginn 1979 in die USA und spielte mit San Jose Earthquakes in der North American Soccer League. Zur Saison 1980/81 kehrte er in die 2. Bundesliga zu Holstein Kiel zurück. Für Holstein absolvierte er in der 2. Liga 35 Spiele und stieg ab. Nachdem Cryns 1983 seine Karriere beendet hatte, wurde er in der Saison 1984/85 reaktiviert und bestritt weitere 23 Spiele für die Kieler, ehe er 1985 seine aktive Laufbahn endgültig beendete und bei Holstein Trainer der zweiten Mannschaft wurde.